# Sablatnig SF 5
Die Sablatnig SF 5 war ein deutsches Militärflugzeug der Sablatnig Flugzeugbau GmbH.

## Entwicklung
Die SF 5 war eine direkte Weiterentwicklung der Sablatnig SF 2. Die Maschine wurde strukturell verstärkt und mit einem stärkeren Triebwerk versehen. Von ihr wurden bei Sablatnig, der LFG und der LVG 101 Stück gebaut und ab März 1917 an die Marinefliegerstaffeln ausgeliefert. Die Sablatnig SF 5 war 9,51 m lang und wurde bei der Marinenummer 1230 auf 9,70 verlängert. Sie war zugleich der letzte von Sablatnig gebaute Seeaufklärer. Der Prototyp wurde am 14. März 1916 bestellt, mit der Marine-Nummer 969 am 9. Januar 1917 nach Warnemünde geliefert und am 8. Februar 1917 abgenommen. Der Propeller wurde von der Firma Wolff zugeliefert. Der Durchmesser betrug 2,85 m bei einer Steigung von 1,60, die bei den weiteren Maschinen auf 1,63 angehoben wurde. Eine versuchsweise für den Landbetrieb auf Fahrwerksräder gesetzte einzelne SF 5 mit dem Kürzel B I oder einfach „SF 5 auf Rädern“ wird manchmal als Sablatnig SF 6 bezeichnet. Die eigentliche SF 6 war aber der nicht verwirklichte Entwurf eines einsitzigen Jagdflugzeugs. Die SF-Familie wurde mit verschiedenen See-Jagdflugzeugen und -Schulflugzeugen fortgesetzt.

## Bekannte Stückzahlen der Sablatnig SF 5
| Marinenummer | Baumuster | Hersteller | Stückzahl |
| ------------ | --------- | ---------- | --------- |
| 968–975      | B         | Sablatnig  | 8         |
| 976–987      | HFT       | Sablatnig  | 12        |
| 1017–1036    | B         | LVG        | 20        |
| 1214–1223    | B         | LVG        | 10        |
| 1224–1233    | HFT       | Sablatnig  | 10        |
| 1352–1371    | HFT       | Sablatnig  | 20        |
| 1459–1468    | B         | LFG        | 10        |
| 1514         | BFT       | Sablatnig  | 1         |

## Technische Daten

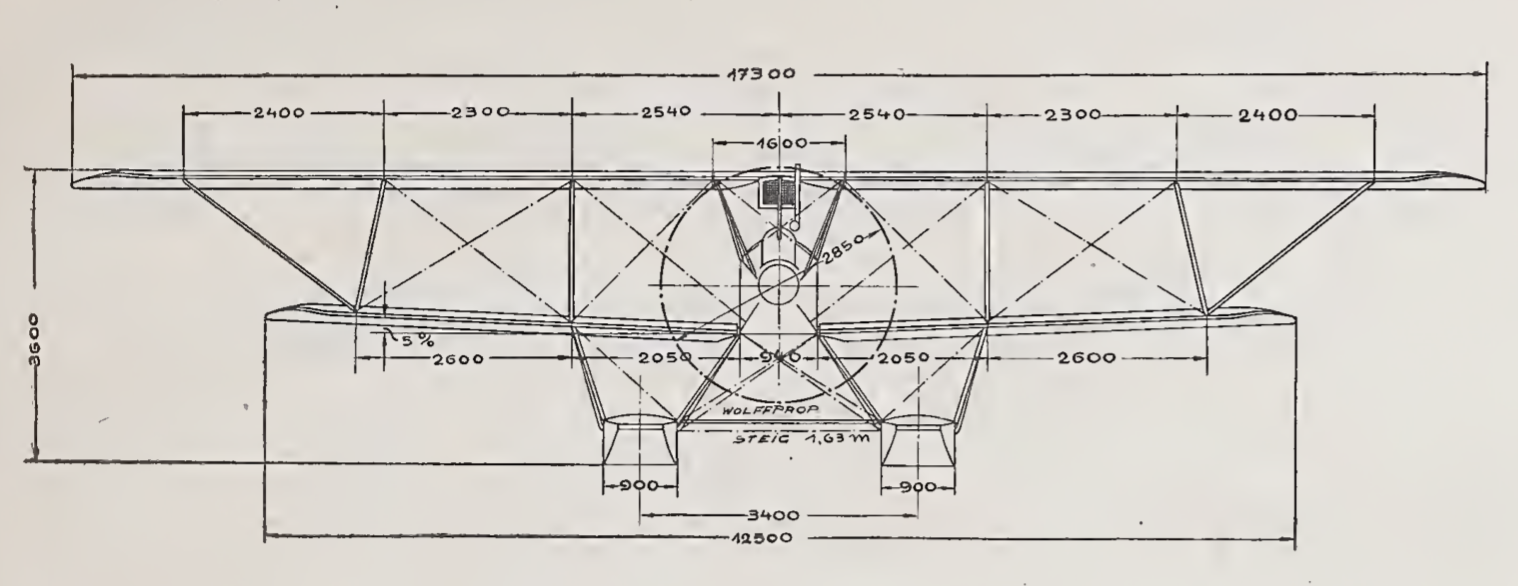
Risszeichnung der Vorderansicht der SF 5

| Kenngröße             | Daten                                                                                    |
| --------------------- | ---------------------------------------------------------------------------------------- |
| Besatzung             | 2                                                                                        |
| Länge                 | 9,51 m                                                                                   |
| Spannweite            | 17,30 m Unterflügel 12,50 m                                                              |
| Höhe                  | 3,60 m                                                                                   |
| Flügelfläche          | 50,56 m²                                                                                 |
| Querruder             | 4,0 m²                                                                                   |
| Höhenruder            | 1,60 m²                                                                                  |
| Seitenruder           | 0,66 m²                                                                                  |
| Leermasse             | 1010 kg                                                                                  |
| Zuladung              | 590 kg                                                                                   |
| Startmasse            | 1600 kg                                                                                  |
| Flächenbelastung      | 31,7 kg/m²                                                                               |
| Triebwerk             | ein wassergekühlter Sechszylinder-Reihenmotor Benz Bz III, 150 PS (110 kW) Startleistung |
| Höchstgeschwindigkeit | 135 km/h in Seehöhe                                                                      |
| Steigzeit             | 11,6 min auf 1000 m 21,8 min auf 2000 m                                                  |
| Dienstgipfelhöhe      | 3600 m                                                                                   |
| Bewaffnung            | unbewaffnet                                                                              |
| Brennstofftank        | 303 l                                                                                    |
| Flugdauer             | 5 h                                                                                      |